# Судебно-медицинская экспертиза
Судебно-медицинская экспертиза или судмедэкспертиза (СМЭ) — процессуальное действие, заключающееся в проведении экспертом исследований и представлении мотивированного заключения по вопросам, требующим специальных знаний в области медицины и смежных наук. Такие вопросы ставятся перед экспертом судом, судьёй, органами предварительного расследования или другими уполномоченными органами с целью установления обстоятельств, имеющих значение для расследования и рассмотрения дела в уголовном, гражданском либо административном порядке.

## История
История судебно-медицинской экспертизы уходит корнями в античность. Одним из первых документально зафиксированных примеров применения медицинских знаний в юридическом контексте можно считать отчёт римского врача Антистия, исследовавшего тело Гая Юлия Цезаря. В результате осмотра он установил наличие 23 ранений, из которых лишь одно было признано смертельным.
В Средневековье значительный вклад в развитие судебной медицины внёс китайский врач Сун Цы, автор пятитомного труда, посвящённого использованию медицинских методов для раскрытия и расследования преступлений. Его работа стала своеобразным руководством для следователей того времени и заложила основы систематического подхода к установлению обстоятельств смерти.
В XIV веке во Франции, в Монпелье, официально разрешили вскрытия трупов, что вскоре стало практиковаться и в других странах Европы. Развитие медицины как экспериментальной науки привело к активному привлечению врачей к расследованиям. Устав Карла V 1532 года «Constitutio Criminalis Carolina» определил случаи, требующие врачебного исследования: осмотр тел в делах об убийствах, детоубийствах, отравлениях, телесных повреждениях, врачебных ошибках и пытках больных или раненых.
В конце XVI века Амбруаз Паре опубликовал первые французские труды по судебной медицине. В XVII веке появились фундаментальные работы итальянских хирургов Фортунато Фиделиса и Паоло Закхиаса, описавшие, среди прочего, трупное окоченение, признаки утопления и другие диагностические признаки. В 1683 году Шрейер впервые применил лёгочную пробу Галена для установления факта живорождения младенцев.
В России зарождение института судебно-медицинской экспертизы связано с реформами Петра I. Согласно артикулу 154 Воинского устава, в 1716 году была введена обязательная медицинская экспертиза в случаях насильственной смерти, что стало важным шагом к формированию профессиональной судебно-медицинской службы.
В США вплоть до середины XX века существовала практика, при которой функции следователя, прокурора или мирового судьи нередко совмещались с обязанностями эксперта, определявшего причину смерти. Такая система, известная как институт коронеров, действовала, например, в штатах Аризона и Флорида. Поскольку для занятия должности коронера не требовалось специального медицинского образования, эта модель подвергалась критике со стороны специалистов. Представитель судебной медицины О. Шультц называл её «одной из мрачных сторон американской действительности, не соответствующей современным требованиям криминалистики».

## Виды экспертизы
Основные виды судебно-медицинской экспертизы включают:
- Экспертиза трупов. Назначается при насильственной смерти или смерти при неясных обстоятельствах. Целью является установление причины смерти, механизма и давности повреждений, а также решение других вопросов в пределах компетенции судебно-медицинского эксперта.
- Экспертиза потерпевших, обвиняемых и иных лиц. Проводится для определения характера, тяжести, механизма и давности телесных повреждений, а также для установления физического состояния свидетелей или потерпевших.

По смыслу статьи 196 УПК РФ и статьи 10 Федерального закона РФ выделены также следующие экспертизы:
- Исследование вещественных доказательств биологического происхождения. Выполняется с использованием судебно-медицинских, судебно-химических (токсикологических) и судебно-биологических методов.
- Экспертизы по материалам дела. Проводятся по делам, связанным с преступлениями против жизни, здоровья и достоинства личности, включая случаи привлечения медицинских работников к ответственности за профессиональные правонарушения.

## Методы
В судебно-медицинской практике сочетаются традиционные и высокотехнологичные методы исследования.
Традиционные методы включают вскрытие трупа, гистологический анализ, токсикологические и серологические исследования. Современные методы визуализации — компьютерная томография (РКТ), мультиспиральная компьютерная томография (МСКТ) и магнитно-резонансная томография (МРТ) — позволяют получать высокоточные изображения в 2D и 3D, не нарушая целостность тканей. Эти технологии обеспечивают возможность повторного анализа, долгосрочного хранения данных и дистанционного совместного исследования экспертами и рентгенологами.

## Судебно-медицинская экспертиза в России

### Государственная судебно-медицинская экспертиза
Государственная судебно-медицинская экспертная деятельность в Российской Федерации осуществляется следующими организациями:
- Медицинские учреждения государственной системы здравоохранения
  - Российский центр судебно-медицинской экспертизы Министерства здравоохранения Российской Федерации (РЦСМЭ)[6].
  - Бюро судебно-медицинской экспертизы органов управления здравоохранением субъектов Российской Федерации (БСМЭ).
  - Судебно-медицинские экспертные подразделения в составе медико-санитарных частей Федерального медико-биологического агентства России (ФМБА).
- Кафедры судебной медицины медицинских ВУЗов
- Учреждения, подчиненные Главному военно-медицинскому управлению Министерства обороны РФ
  - Главный государственный центр судебно-медицинских и криминалистических экспертиз Министерства обороны РФ (ГГЦСМКЭ)[7].
  - Судебно-медицинские лаборатории военно-медицинских учреждений Министерства обороны РФ.

### Негосударственная судебно-медицинская экспертиза
Судебно-медицинская экспертиза в РФ может производиться вне государственного судебно-экспертного учреждения лицом, не являющимся государственным судебно-медицинским экспертом, в роли которого могут выступать, например, преподаватели кафедр судебной медицины вузов, индивидуальные предприниматели и др. На долю последних в РФ приходится незначительное число судебно-медицинских экспертиз.